# Rio Grande Games
Rio Grande Games — видавництво настільних ігор, яке базується в Пласітасі, штат Нью-Мексико, США. Компанія переважно імпортує та локалізує іноземні німецькі настільні ігри.

## Історія
У 1995 році Джей Таммелсон почав працювати в компанії Mayfair Games. На той час Mayfair почала імпортувати німецькі настільні ігри без локалізації. Таммелсон спочатку запропонував додати англійський переклад, а згодом повністю локалізувати ігри для американської аудиторії. Таммелсон отримав права на ігри «Detroit/Cleveland Grand Prix», «Manhattan», «Modern Art», «Streetcar» та «Колонізатори», які були опубліковані разом у 1996 році.
Одним з етапів локалізації було створення оригінального мистецтва та компонентів. Таммелсон вважав, що кращим рішенням буде використовувати ту саму графіку та компоненти, що й в оригіналі, та розділити витрати на друк з європейськими видавцями. У 1998 році він заснував Rio Grande Games, щоб впровадити цей підхід.
Відтоді Rio Grande Games випустила понад 350 ігор і значно вплинула на ринок настільних ігор у Сполучених Штатах.
Найпопулярнішими іграми, випущеними Rio Grande Games, є Каркасон, Пуерто-Рико, Домініон, Power Grid, Race for the Galaxy, Бонанза та Загублені міста. Останнім часом Rio Grande Games почала випускати власні ігри та навіть ліцензувати їх для партнерів в інших країнах, які бажають локалізувати ігри на свої локальні мови. Таким чином, Race for the Galaxy незабаром з'явиться китайською, корейською та іншими мовами, окрім оригінальної англійської, французької та німецької.

## Відомі ігри
Rio Grande випустила ряд ігор, які здобули нагороди.
Spiel des Jahres
- Домініон (2009)
- Зоолоретто (2007)
- Thurn and Taxis (2006)
- Ніагара (2005)
- Power Grid (2004)
- Альгамбра (2003)
- Каркасон (2001)
- Торрес (2000)
- Тікаль (1999)
- Elfenland (1998)
- Міссісіпі Квін (1997)
- El Grande (1996)

Deutscher Spiele Preis
- Домініон (2009)
- Кайлюс (2006)
- Людовік XIV (2005)
- Санкт-Петербург (2004)
- Амон-Ре (2003)
- Пуерто-Рико (2002)
- Каркасон (2001)
- Тадж-Махал (2000)
- Тікаль (1999)
- Левине Серце (1997)
- El Grande (1996)